# Associazione Calcio Carpi 1979-1980
Questa pagina raccoglie le informazioni riguardanti l'Associazione Calcio Carpi nelle competizioni ufficiali della stagione 1979-1980.

## Stagione
Nella stagione 1979-1980 il Carpi ha disputato il girone B del campionato di Serie C2, ottenendo solo il diciassettesimo posto in classifica con 21 punti e retrocedendo dunque in Serie D insieme a Bolzano ed Aurora Desio. Il torneo è stato vinto dal Modena con 49 punti davanti alla coppia composta da Trento e Padova con 48 punti. Sono stati promossi in Serie C1 il Modena ed il Trento, quest'ultimo dopo aver battuto (5-4) dopo i calci di rigore il Padova nello spareggio. Il Carpi lascia il quarto livello del calcio nazionale, e vi ritornerà sempre in Serie C2 nella stagione 1988-89, dopo otto stagioni disputate tra i dilettanti.
Nella Coppa Italia di Serie C il Carpi disputa prima del campionato il girone 12°, che viene vinto dal Modena promosso ai quarti della manifestazione.

## Rosa
| N. |                   | Ruolo | Calciatore            |
| -- | ----------------- | ----- | --------------------- |
|    | Italia (bandiera) | C     | Giorgio Barbieri      |
|    | Italia (bandiera) | D     | Corrado Berni         |
|    | Italia (bandiera) | C     | Giuliano Berselli     |
|    | Italia (bandiera) | D     | Pier Luigi Bonetti    |
|    | Italia (bandiera) | A     | Gianluca Burani       |
|    | Italia (bandiera) | D     | Wilson Canovi         |
|    | Italia (bandiera) | C     | Gianfranco Cantarelli |
|    | Italia (bandiera) | C     | Domenico Carzoli      |
|    | Italia (bandiera) | D     | Giampiero D'Angiulli  |
|    | Italia (bandiera) | P     | Marco Fava            |
|    | Italia (bandiera) | D     | Marco Forghieri       |
|    | Italia (bandiera) | D     | Giacomo Gambarati     |

| N. |                   | Ruolo | Calciatore          |
| -- | ----------------- | ----- | ------------------- |
|    | Italia (bandiera) | C     | Daniele Gavioli     |
|    | Italia (bandiera) | A     | Paolo Ghidoni       |
|    | Italia (bandiera) | A     | Marco Gibertini     |
|    | Italia (bandiera) | C     | Giuliano Grani      |
|    | Italia (bandiera) | A     | Alessandro Graziano |
|    | Italia (bandiera) | C     | Franco Lizzari      |
|    | Italia (bandiera) | D     | Marco Marchetti     |
|    | Italia (bandiera) | A     | Giorgio Mariani     |
|    | Italia (bandiera) | D     | Silvio Martinelli   |
|    | Italia (bandiera) | C     | Vanni Paganini      |
|    | Italia (bandiera) | P     | Rosario Vitolo      |
|    | Italia (bandiera) | A     | Maurizio Viviani    |

## Risultati

### Campionato

#### Girone di andata
| Arbitro: | Panizzolo (Seregno) |

|           |           |                |
| Rossi 79’ | Marcatori | 87’ Cantarelli |

| Arbitro: | Tagliapietra (Vicenza) |

|               |           |                     |
| Gibertini 13’ | Marcatori | 40’ Catto 69’ Rossi |

| Seregno 14 ottobre 1979 3ª giornata | Seregno      | 0 – 0 | Carpi | Stadio Ferruccio\| Arbitro: \| Bin (Torino) \| |
| Arbitro:                            | Bin (Torino) |       |       |                                                |

| Arbitro: | Tosti (Livorno) |

|  |           |                 |
|  | Marcatori | 36’, 55’ Scarso |

| Arbitro: | Casciello (Nola) |

|                                     |           |                    |
| Gelosi 18’ Liquindoli 30’ Lesca 77’ | Marcatori | 63’ (rig.) Lizzari |

| Arbitro: | Damiani (Ascoli Piceno) |

|  |           |            |
|  | Marcatori | 35’ Cuoghi |

| Venezia 11 novembre 1979 7ª giornata | Venezia          | 0 – 0 | Carpi | Stadio Pierluigi Penzo\| Arbitro: \| Camensi (Milano) \| |
| Arbitro:                             | Camensi (Milano) |       |       |                                                          |

| Arbitro: | Segreto (Roma) |

|               |           |                        |
| Gibertini 90’ | Marcatori | 20’ Vitale 41’ Pezzato |

| Arbitro: | Baldacci (Torino) |

|                            |           |  |
| Pradella 14’ Villanova 60’ | Marcatori |  |

| Busto Arsizio 2 dicembre 1979 10ª giornata | Pro Patria     | 0 – 0 | Carpi | Stadio Carlo Speroni\| Arbitro: \| Rainone (Nola) \| |
| Arbitro:                                   | Rainone (Nola) |       |       |                                                      |

| Arbitro: | Serboli (Arezzo) |

|  |           |          |
|  | Marcatori | 43’ Dedè |

| Arbitro: | Marchese (Frattamaggiore) |

|                                   |           |            |
| Di Stefano 6’, 8’, 43’ Bertin 55’ | Marcatori | 60’ Canovi |

| Arbitro: | Casu (Bari) |

|  |           |                |
|  | Marcatori | 14’ Bragagnola |

| Arbitro: | Baldacci (Torino) |

|                                    |           |  |
| Ongaro 40’ Amadei 53’ Regonesi 62’ | Marcatori |  |

| Arbitro: | De Marchi (Novara) |

|             |           |                |
| Viviani 12’ | Marcatori | 42’ Cianchetti |

| Arbitro: | Baldini (Livorno) |

|              |           |                           |
| Bertuzzo 30’ | Marcatori | 21’ Gibertini 81’ Mariani |

| Arbitro: | Ussano (Napoli) |

|  |           |                    |
|  | Marcatori | 52’ (aut.) Bonetti |

#### Girone di ritorno
| Arbitro: | Perdonò (Foggia) |

|           |           |  |
| Grani 53’ | Marcatori |  |

| Arbitro: | Sanna (Alghero) |

|                  |           |             |
| Catto 31’ (rig.) | Marcatori | 87’ Mariani |

| Carpi 17 febbraio 1980 20ª giornata | Carpi          | 0 – 0 | Seregno | Stadio Sandro Cabassi\| Arbitro: \| Rainone (Nola) \| |
| Arbitro:                            | Rainone (Nola) |       |         |                                                       |

| Arbitro: | Castronovo (Palermo) |

|                       |           |                            |
| Ziviani 49’ Gallo 77’ | Marcatori | 36’ D'Angiulli 39’ Viviani |

| Arbitro: | Jacobello (Catania) |

|                   |           |                          |
| Canovi 88’ (rig.) | Marcatori | 69’ Zitta 85’ Ticozzelli |

| Arbitro: | Cucè (Messina) |

|                          |           |  |
| Corallo 31’ Trevisan 82’ | Marcatori |  |

| Arbitro: | Bruschini (Firenze) |

|                |           |  |
| Cantarelli 26’ | Marcatori |  |

| Arbitro: | D'Alascio (Pisa) |

|                                        |           |  |
| Pezzato 24’, 89’ Pillon 34’ Vitale 72’ | Marcatori |  |

| Arbitro: | Ciangola (Roma) |

|                |           |                                        |
| D'Angiulli 58’ | Marcatori | 43’ Pradella 75’ Villanova 91’ Giurati |

| Arbitro: | Fassari (Catania) |

|             |           |           |
| Bonetti 72’ | Marcatori | 41’ Frara |

| Arbitro: | Bragagnini (Udine) |

|                            |           |                            |
| Montesano 22’ Lombardo 63’ | Marcatori | 53’ Ghidoni 55’ D'Angiulli |

| Carpi 27 aprile 1980 29ª giornata | Carpi               | 0 – 0 | Rhodense | Stadio Sandro Cabassi\| Arbitro: \| Simonetti (Taranto) \| |
| Arbitro:                          | Simonetti (Taranto) |       |          |                                                            |

| Arbitro: | Segreto (Roma) |

|                     |           |  |
| Turola 10’ Bivi 89’ | Marcatori |  |

| Arbitro: | Marascia (Roma) |

|                  |           |             |
| Grani 55’ (rig.) | Marcatori | 75’ Vanazzi |

| Arbitro: | Tarantola (Genova) |

|                             |           |                    |
| Cianchetti 53’ Andretta 66’ | Marcatori | 37’, 59’ Gibertini |

| Arbitro: | D'Orlando (Tolmezzo) |

|                                          |           |             |
| Ghidoni 11’ Gibertini 33’ Cantarelli 74’ | Marcatori | 31’ Luraghi |

| Arbitro: | Allegrezza (Pesaro) |

|                                     |           |               |
| Montagnoli 5’ Rodighiero 85’ (rig.) | Marcatori | 8’ Cantarelli |

### Coppa Italia

#### Girone 12
| 20 agosto 1979 1ª giornata |  | – Turno riposo Carpi |  |  |

| Carpi 2 settembre 1979 2ª giornata | Carpi          | 0 – 0 | Forlì | Stadio Sandro Cabassi\| Arbitro: \| Boschi (Parma) \| |
| Arbitro:                           | Boschi (Parma) |       |       |                                                       |

| Arbitro: | Valente (Monfalcone) |

|              |           |  |
| Guidazzi 86’ | Marcatori |  |

| 9 settembre 1979 4ª giornata |  | – Turno riposo Carpi |  |  |

| Arbitro: | Meschini (Perugia) |

|            |           |  |
| Fabbri 82’ | Marcatori |  |

| Arbitro: | Ongaro (Rovigo) |

|                    |           |                  |
| Carzoli 47’ (rig.) | Marcatori | 15’ Sberveglieri |